# Слива португальська
Слива португальська, слива лузітанська, лавровишня португальська, лавровишня лузітанська (Prunus lusitanica) — вид рослин з родини Розові (Rosaceae), поширений на заході Європи (у т.ч. на Азарських, Канарських островах і а. Мадейра) та в Марокко.

## Підвиди
Вид включає такі таксони:
- Prunus lusitanica L. subsp. lusitanica
- Prunus lusitanica subsp. azorica (Mouill.) Franco
- Prunus lusitanica subsp. hixa (Willd.) Franco

## Опис
Це вічнозелене дерево або кущ, заввишки від 3 до 8, рідко досягає 20 метрів. Молоді гілки і черешки оголені й темно-червоні. Листки оголені, блискучі темно-зелені, довгасто-ланцетні. Квіти розташовані в багатоквітих піднятих вгору китицях. Пелюстки білуваті, довжиною від 4 до 7 міліметрів. Плоди чорно-фіолетові та яйцеподібні.
Квітне в червні.

## Поширення
Поширений у західній Європі: Азорські острови, Канарські острови, Мадейра, Португалія, Іспанія, пд. Франція; Марокко; інтродукований у Великій Британії й Ірландії.
Їхнє середовище існування — вологі ліси.

## Галерея

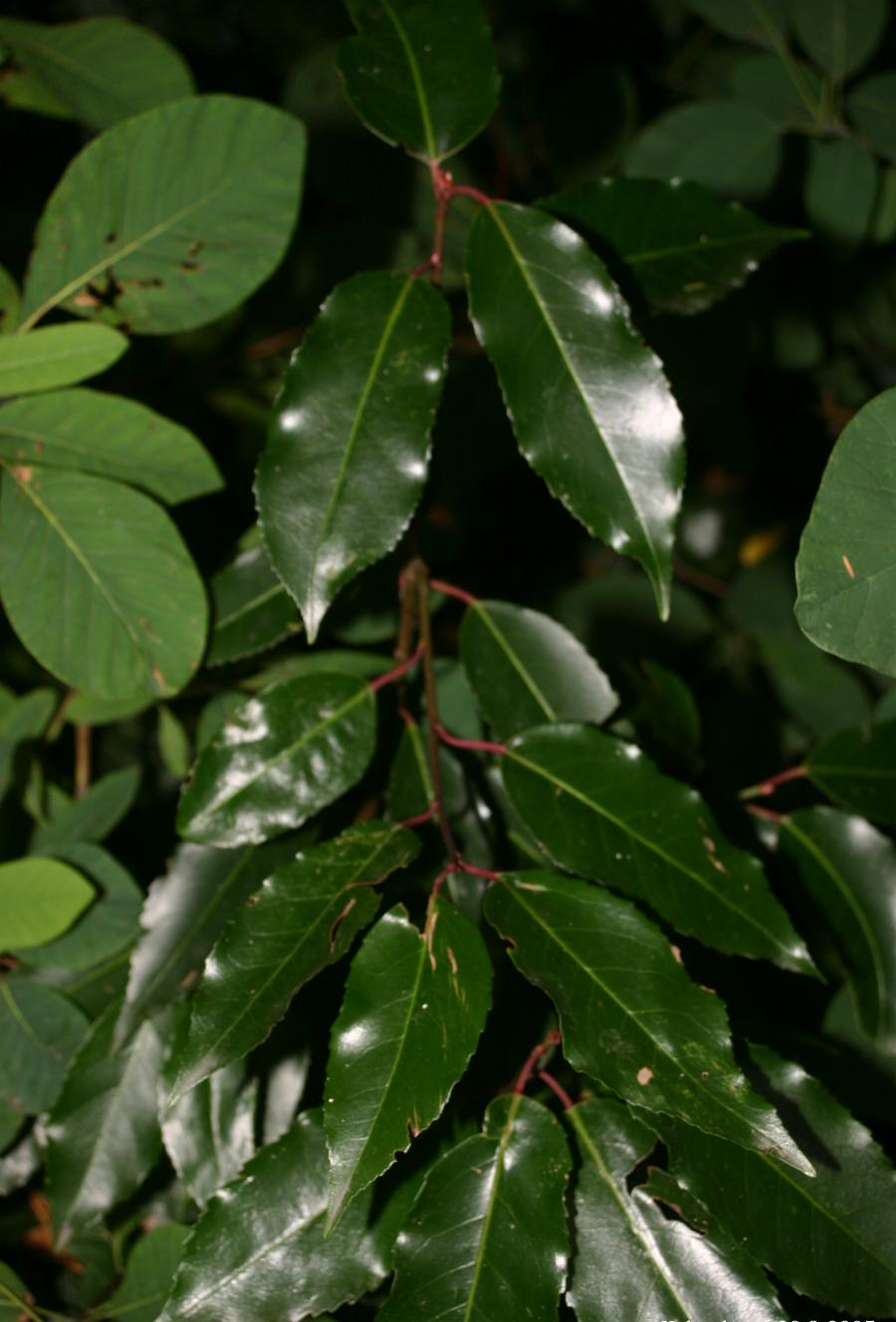
листя
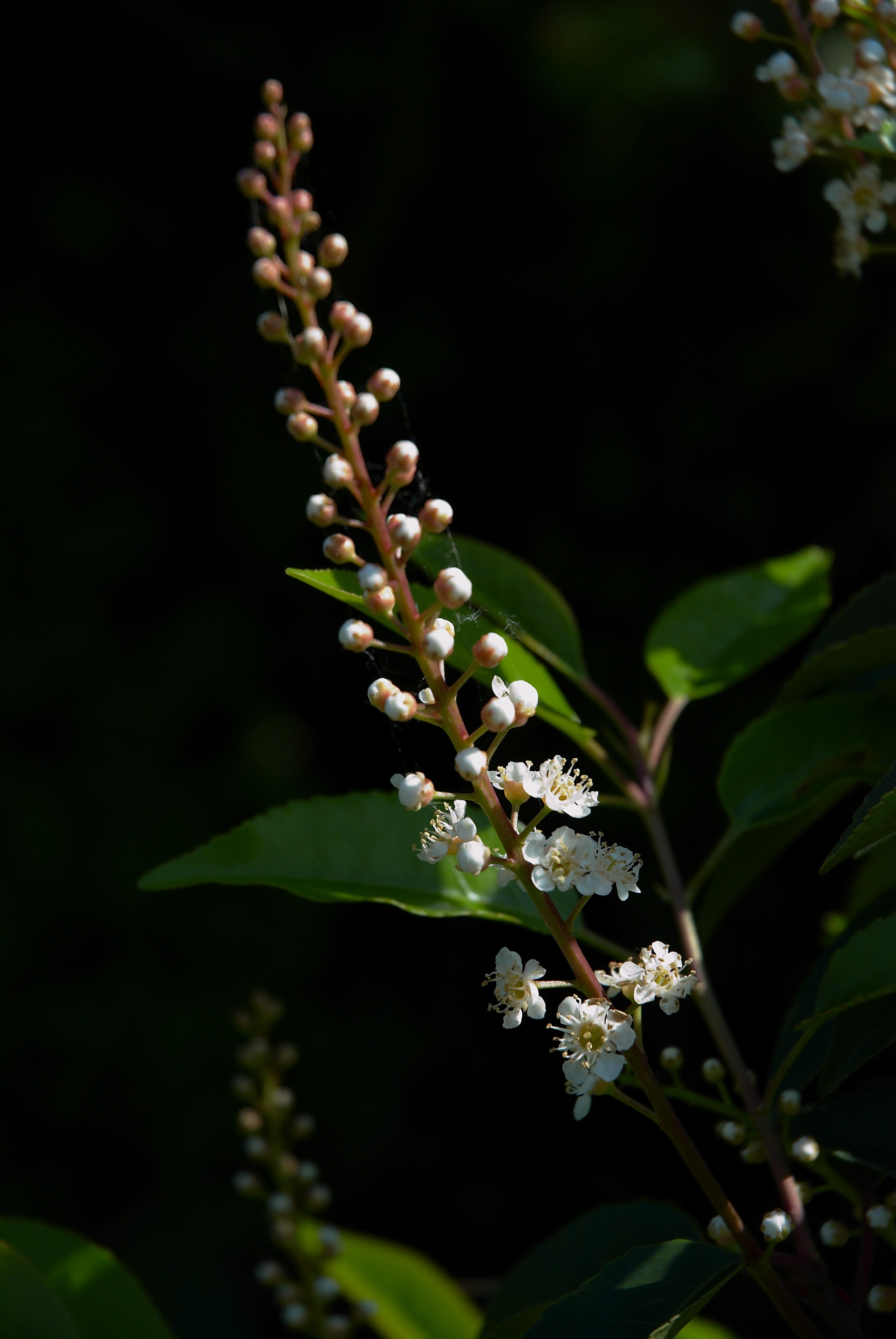
квіти
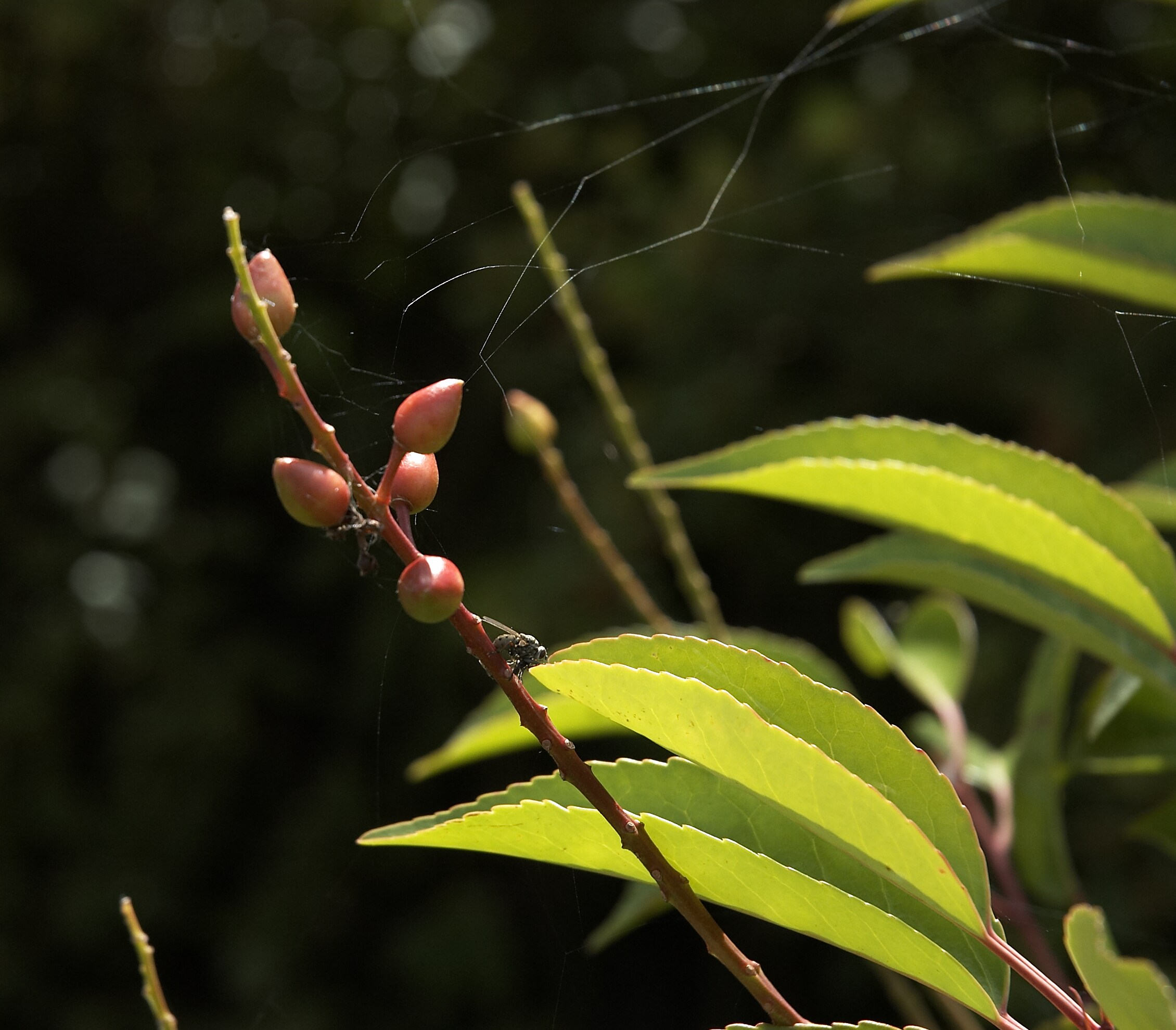
плоди
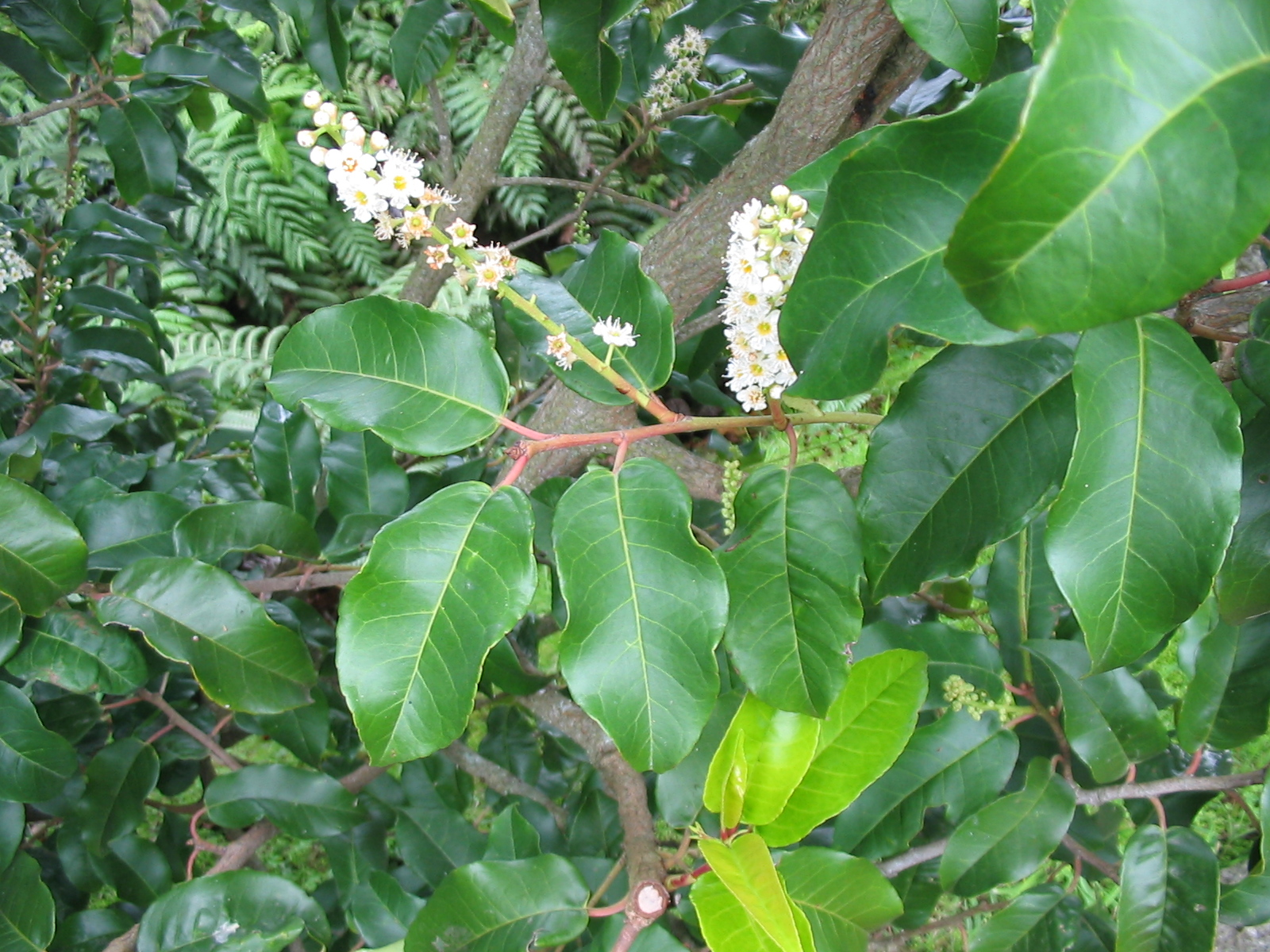
subsp. azorica